# Гипосмия
Гипосмия (от гипо… и osme — запах, обоняние) — снижение обоняния. Может быть по отношению ко всем или лишь к некоторым запахам, двусторонней или односторонней.
Возникает при нарушении носового дыхания, острых или хронических воспалениях слизистых оболочек полости носа, при заболеваниях периферического отдела обонятельного нерва, поражениях центра обоняния.
Диагноз ставится с помощью элементарных запаховых проб или ольфактометра — прибора, измеряющего остроту обоняния. Лечение, как правило, направлено на устранение причины.